# KIRA KIRA/AKARI
「KIRA KIRA/AKARI」（キラキラ/アカリ）は、Every Little Thingの47thシングル。2015年11月4日にavex traxより発売。

## 解説
前作「ANATA TO」から約7か月ぶりとなるシングル。両A面での発売は、41stシングル「宙 -そら-/響 -こえ-」以来となる。
「KIRA KIRA」は、2015年10月31日公開の劇場作品『映画 Go!プリンセスプリキュア Go!Go!!豪華3本立て!!!』の長編作品「パンプキン王国のたからもの」の主題歌。ELTが、アニメ主題歌を担当するのは『映画はなかっぱ 花さけ!パッカ～ん♪ 蝶の国の大冒険』主題歌「Lien」以来である。持田は友人の姪など周囲の友人たちの子供にプリキュアのファンが多く、オファーを受けた時には大至急知らせたといい、「子供たちが、また大人になった時にでも、ずっとキラキラとするような、すてきなものにできるよう頑張る。私たち世代の方々にも、懐かしさとあこがれを思い出せるような楽曲にしたい」と語っている。この曲の作編曲とプロデュースはクラムボンのミトが手がけている。
初回盤、通常盤で発売。初回盤には「KIRA KIRA」のPVを収録したDVDと『映画 Go!プリンセスプリキュア』オリジナルビジュアルステッカー卷き帯ステッカー、オリジナルデータカードダスが付属している。

## 収録曲

### CD
全作詞：Kaori Mochida
1. KIRA KIRA
作曲・編曲：mito / オーケストラアレンジ：Hiroshi Takaki
東映系アニメ映画『映画 Go!プリンセスプリキュア Go!Go!!豪華3本立て!!!』「パンプキン王国のたからもの」主題歌。
2. AKARI
作曲：Chemical Volume / 編曲：Takuya Takahashi
ホシザキ電機CMソング。作曲のChemical Volumeはオリジナルアルバム『Tabitabi』収録の「レインボー」に続き担当した。
3. KIRA KIRA（instrumental）
4. AKARI（instrumental）

### DVD（初回生産限定盤のみ）
1. KIRA KIRA（Music Video）